# Navarrino Navarrini
Navarrino Navarrini (La Spezia, 12 luglio 1892 – La Spezia, 1980) è stato un pittore italiano.

## Biografia
Navarrino Navarrini nasce alla Spezia, nello storico quartiere del Prione, da una famiglia di muratori originaria del Mugello.
Portato naturalmente al disegno, grazie ad una borsa di studio concessagli dal Comune spezzino può frequentare l'Accademia di belle arti di Firenze dove è allievo di De Carolis.
Più tardi, sempre a Firenze, studia con Lolli all'Istituto di Affrescatura Santa Croce.
Nel 1927 tiene la sua prima personale a La Spezia all'albergo Croce di Malta. L'anno successivo è invitato all'Esposizione Nazionale di Torino. 

Nel 1931 presenta una personale nella nuova Casa d'Arte della sua città.
Nel 1933 prende parte alle esposizioni di Firenze, Ravenna e Milano. Partecipa al Premio Bergamo, al Premio Marzotto.
Espone in Argentina nella rassegna degli artisti liguri.
Partecipa al Premio di pittura del Golfo, alle Biennali di Venezia del 1942 e del 1950, alla VII Quadriennale di Roma  nel 1955. Nel 1964 espone alla Rassegna di pittura ligure.
La città di Sestri Levante gli dedica una mostra postuma nel 2011 in Palazzo Fascie Rossi. Altra importante mostra gli è stata dedicata dalla galleria Cardelli & Fontana a Sarzana.

## Opere
Lavora principalmente nella sua città natale, ad olio e all'affresco. Tra i lavori con questa tecnica si ricordano:
- la Cappella dell'Immacolata nella Chiesa di Santa Maria (1927)
- nella Chiesa della Scorza (1950)
- nella sede del circolo Unione Fraterna (1951)
- nell'Albergo delle Palme (1953)
- nell'Albergo Tirreno.